# إيمرسون كول
إيمرسون كول (بالإنجليزية: Emerson Cole)‏ هو لاعب كرة قدم أمريكية أمريكي، ولد في 10 ديسمبر 1927 في كارير مايلز في الولايات المتحدة.

## وصلات خارجية
- إيمرسون كول على موقع مرجع كرة القدم المحترفة.كوم (الإنجليزية)